# Marck (Frankrijk)
Marck (Nederlands: Mark of Merk) is een gemeente in het Franse departement Pas-de-Calais (regio Hauts-de-France).  De gemeente maakt deel uit van het arrondissement Calais. Net ten westen van Marck ligt de stad Calais. Marck telde op 1 januari 2022 10.468 inwoners.

## Geografie
De gemeente ligt aan de Opaalkust. De oppervlakte van Marck bedroeg op 1 januari 2022 31,55 vierkante kilometer; de bevolkingsdichtheid was toen 331,8 inwoners per km². Naast het dorpscentrum van Marck liggen in het noorden van de gemeente nog de gehuchten Le Fort Vert en Les Hemmes de Marck.

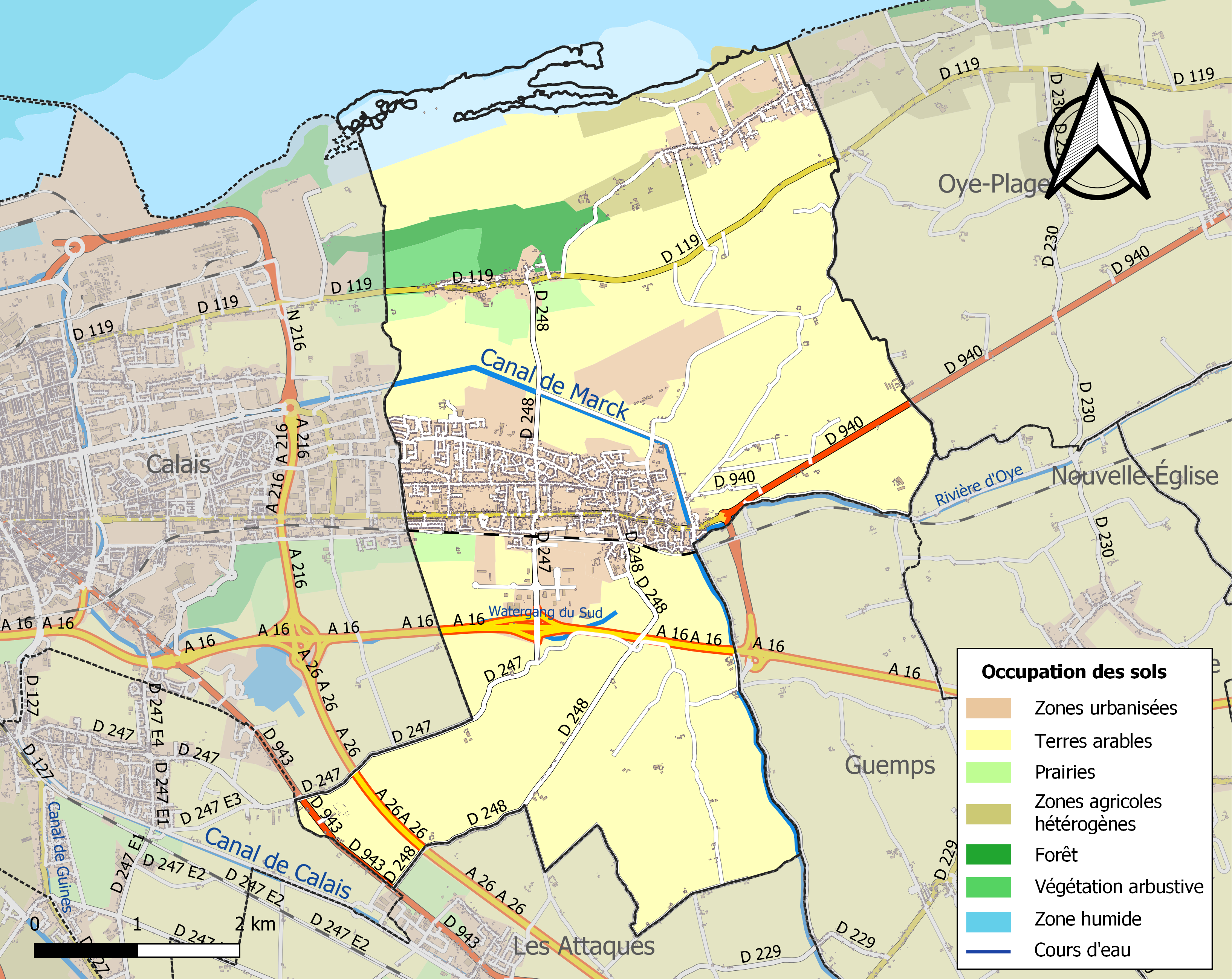
Kaart van de gemeente met belangrijkste infrastructuur, bodemgebruik en omliggende gemeenten

## Geschiedenis
De oudste vermelding van Marck is van 961 als Merki. Of de oorsprong van de naam Keltisch, Romeins, Saksisch dan wel Frankisch is, daarover zijn de taalkundigen het niet eens.
Oorspronkelijk zou hier het Keltische volk der Morini hebben verbleven.
Het land van Marck was aanvankelijk omvangrijk en omvatte onder andere ook Calais.
In 1090 werd hier door de graaf en gravin van Boulogne een abdij gesticht: de Abdij van La Chapelle, tegenwoordig gelegen op het grondgebied van Les Attaques. Marck was een heerlijkheid die in 1169 in handen kwam van de familie van de graven van Guînes, voordien van de heren van Ardres. In 1214 en 1229 werd Marck geplunderd door de troepen van Ferrand van Portugal. In 1210 werd Calais van Marck gescheiden door Reinoud van Dammartin.
In 1314 kwam Marck, evenals Calais, in Engels bezit. In 1405 werd het door de Fransen belegerd. De aanval werd afgeslagen, maar in 1436 was er opnieuw een strijd, nu tegen Bourgondische troepen. Dit alles ging gepaard met vernielingen op het platteland. Archeologische onderzoekingen getuigden hier nog van. In 1558 werd ook Marck weer veroverd door de Franse troepen onder leiding van Frans van Guise.
Van 23 mei 1940 tot 30 september 1944 was Marck bezet door Duitse troepen. Op 28 september vond een geallieerd bombardement op Marck plaats waarbij 30 burgerslachtoffers vielen en een dorpswijk verwoest werd. De terugtrekkende Duitsers bliezen de 15e-eeuwse kerk en enkele bruggen op.

## Bezienswaardigheden
- De Sint-Martinuskerk (Église Saint-Martin) in het dorpscentrum werd in 2002 ingeschreven als monument historique.
- De Onze-Lieve-Vrouw-Onbevlekt-Ontvangenkerk (Église de l'Immaculée-Conception) in Fort Vert
- De Sint-Jozefkerk (Église Saint-Joseph) in Fort Vert
- Op het gemeentelijk kerkhof van Marck bevinden zich twee Britse oorlogsgraven uit de Tweede Wereldoorlog. Ook op het kerkhof van Les Hemmes de Marck bevinden zich vijf Britse oorlogsgraven.

## Natuur en landschap
Marck ligt op de grens van de Noordzee en het Nauw van Calais, welke wordt aangegeven door de Phare de Walde die zich op een zandplaat voor de kust bevindt maar zowel als vuurtoren en als baken buiten gebruik is.
De kust is sinds de middeleeuwen twee kilometer aangegroeid, en groeit ook tegenwoordig nog aan, maar ook overstromingen zijn niet uitgebleven. Er werden dijken aangelegd zoals de Digue Royal (1620) en de Digue Taaf (1773). Er is een strand en er is duinvorming. De hoogte bedraagt 0 tot 14 meter. Het Canal de Marck verbindt Marck met Calais, maar het is onbruikbaar voor de scheepvaart.

## Demografie
Onderstaande figuur toont het verloop van het inwonertal (bron: INSEE-tellingen).

## Verkeer en vervoer
Marck ligt aan de autosnelweg A16/E40 die er een op- en afrit heeft.
Op het grondgebied van de gemeente bevindt zich de internationale luchthaven Calais-Duinkerke (Aéroport de Calais - Dunkerque).

## Nabijgelegen kernen
Calais, Oye-Plage, Offekerque, Guemps, Coulogne